# Catedral de San Enrique (Helsinki)

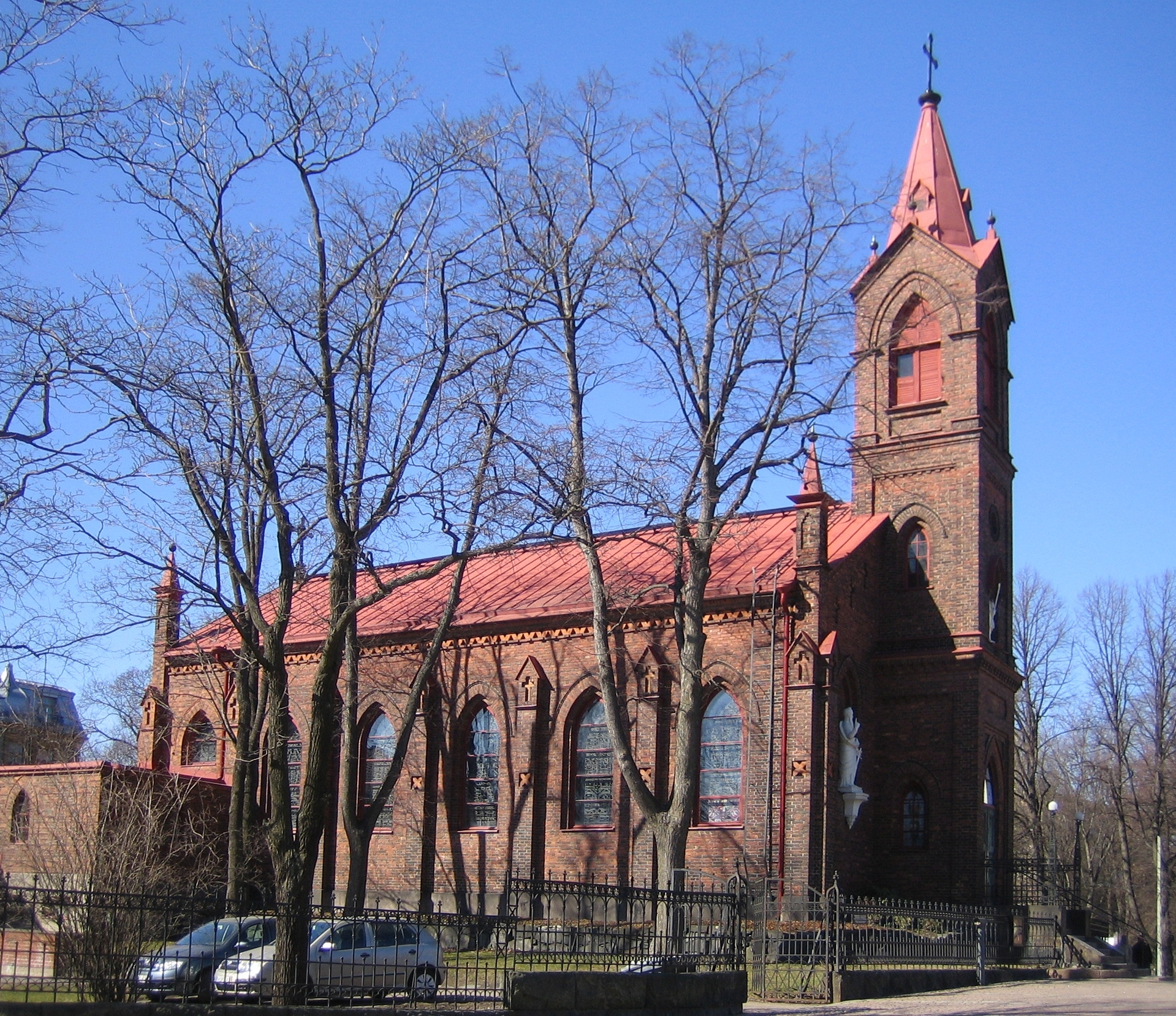
La Catedral de San Enrique, Helsinki

La Catedral de San Enrique en Helsinki, Finlandia, es la principal iglesia católica de la capital finlandesa y está dedicada a san Enrique de Upsala, obispo medieval de Upsala. Fue construida entre 1858 y 1860. El estilo arquitectónico empleado es el neogótico con estatuas de San Enrique, San Pedro y San Pablo Apóstol decorando el exterior. Se celebra misa en diversos idiomas de forma habitual.